# Heinrich Sievers (Sprachforscher)
Heinrich Sievers (* 14. November 1873 in Betheln; † 15. Juli 1950) war ein Bauer, Heimatdichter und niederdeutscher Amateursprachforscher. Seine Werke verfasste er in seiner heimatlichen Mundart, dem ostfälischen Plattdeutsch von Hildesheim, dem Hildesheimer Platt. Im Rahmen seiner Auseinandersetzung mit der Mundart arbeitete er an einem Wörterbuch der in Betheln heimischen Mundart, welches viele tausend Wörter und Redewendungen enthält. Dieses wurde jedoch zu Lebzeiten nicht fertig gestellt und erst 1955 posthum veröffentlicht. Im Rahmen seiner heimatdichterischen Arbeit verfasste er insgesamt 75 Gedichte und 36 Geschichten. Einige von diesen wurden in der Heimatbeilage „Aus der Heimat“ der Hildesheimer Allgemeinen Zeitung abgedruckt.

## Ehrungen
- Das Heinrich-Sievers-Haus in Betheln in der Schulstraße 21 wurde nach ihm benannt.
- Eine Gedenktafel, die 2009 eingeweiht wurde und neben seinem heute noch bestehenden Grabstein in Betheln steht.[3]